# Polémica sobre los libros de texto del NCERT
La polémica sobre los libros de texto publicados por el NCERT se refiere a una serie de hechos ocurridos en India desde 2012 hasta la actualidad. El Consejo Nacional de Investigación y Capacitación Educativa (NCERT, por sus siglas en inglés) es una organización de recursos principales establecida por el Gobierno de la India para ayudar y asesorar a los gobiernos central y estatales sobre asuntos académicos relacionados con la educación escolar. Los últimos libros  publicados por el Consejo, que supuestamente servían como modelo didáctico para ser adoptado en todos los sistemas escolares indios, han generado controversia, puesto que según los críticos reflejan las opiniones políticas del partido en el poder en el Gobierno, el Bharatiya Janata.

## Lectura complementaria
- Delhi Historians' Group (Dec 2001). Communalisation of Education: The History Textbooks Controversy. Jawaharlal Nehru University. Archivado desde el original el 19 de marzo de 2012. Consultado el 10 de abril de 2015.
- Rudolph, Lloyd I.; Rudolph, Susanne Hoeber (1982). «Cultural Policy, the Textbook Controversy and Indian Identity».  En A. J. Wilson; D. Dalton, eds. The States of South Asia: Problems of National Integration. London: Hurst.
- NCERT Books to have chapter on tobacco (Dec 2017). NCERT Books to educate students on harm of tobacco.
- Lall, Marie (2005). «Indian education policy under the NDA government».  En Katherine Adeney; Lawrence Saez, eds. Coalition Politics and Hindu Nationalism. Routledge. ISBN 0-415-35981-3.
- Lall, Marie (2010). «Globalization and fundamentalization of curricula: Lessons from India».  En Marie Lall; Edward Vickers, eds. Education as a Political Tool in Asia. Taylor & Francis. pp. 157-178. ISBN 0415595363.
- Shourie, Arun (2014). Eminent historians: their technology, their line, their fraud. HarperCollins. ISBN 9351365921 ISBN 9789351365921